# Фердис (шахрестан)
Фердис (перс. شهرستان فردیس‎) — один из шахрестанов иранской провинции Альборз. Административный центр — город Фердис.

## Административное деление
В административном отношении содержит в своём составе два бахша, которые, в свою очередь, подразделяются на четыре сельских округа (дехистана):
- Меркези (центральный) (перс. بخش مرکزی شهرستان فردیس‎)
  - Фердис (перс. دهستان فردیس‎)
  - Вехдет (перс. دهستان وحدت‎)
- Мешкиндешт (перс. بخش مشکین‌دشت‎)
  - Мешкинабад (перс. دهستان مشکینآباد‎)
  - Феррохабад (перс. دهستان فرخآباد‎)

В состав шахрестана входят два города: Фердис и Мешкиндешт.

## История
Шахрестан Фердис был выделен в отдельную административную единицу в 2013 году.

## Население
По данным переписи 2016 года население шахрестана составляло 271 829 человек (136 682 мужчины и 135 147 женщин). Насчитывалось 86 619 домохозяйств.

## Населённые пункты
- Сепиддешт
- Феррохабад
- Шехреке-Мохендесийе-Зерай